# Brita Malmer
Brita Ingrid Maria Malmer (Malmö, 1º giugno 1925 – 8 maggio 2013) è stata un'archeologa e numismatica svedese.

## Biografia
Brita Malmer ottenne nel 1966 l'abilitazione alla docenza universitaria in archeologia con specializzazione in numismatica alla Università di Lund. Dal 1949 era sposata con Mats P. Malmer (1921–2007), professore di archeologia all'Università di Stoccolma.
Dal 1971 fu responsabile del Kungliga Myntakabinettet (il reale gabinetto numismatico) di Stoccolma, inizialmente un dipartimento della Statens Historiska Museum, la cui autonomia come museo indipendente fu ottenuta nel 1975.
Nel 1979 fu la prima cui venne assegnata, da parte dell'Università di Stoccolma, la cattedra di numismatica e storia del denaro "Gunnar Ekström", su cui fu seguita nel 1992 dal suo discepolo Kenneth Jonsson.
È stata editor della serie di inventari dei tesori monetari svedesi del periodo vichingo e ha fondato la serie Commentationes de nummis saeculorum IX-XI. In suecia repertis. Nova series.
Malmer è la specialista più conosciuta per le emissione alto-medievali dei paesi scandinavi e ha fortemente influenzato, dalla metà del XX secolo, la numismatica medievale nordica.
Per il suo lavoro ha ricevuto la Medaglia della Royal Numismatic Society nel 1986 e la Archer M. Huntington Medal nel 1988.

## Pubblicazioni
- Nordiska mynt före år 1000. A thesis. With maps and with a summary in English (Acta archaeologica lundensia. ser. in 8º. no. 4). Bonn 1966
- King Canute's Coinage in the Northern Countries. Viking Soc.for Northern Research, London. 1974 ISBN 978-0-903521-03-1
- King Canute's Coinage in the Northern Countries. Viking Soc.for Northern Research, London. 1974 ISBN 978-0-903521-03-1
- Senmedeltida penningen i Sverige : late medieval pennies in Sweden. Stockholm 1980. ISBN 978-91-7402-097-7
- The Sigtuna coinage c.995-1005. Commentationes de nummis saeculorum IX-XI in Suecia repertis; nova ser. 4. London 1989
- The Anglo-Scandinavian Coinage C. 995-1020. Stockholm 1997. ISBN 978-91-7402-271-1
- (a cura di): Corpus nummorum saeculorum IX-XI qui in Suecia reperti sunt. Stockholm 1975 segg.
- Jørgen Steen Jensen (a cura di): Festskrift till Brita Malmer. Hikuin 11, Hojbjerg 1985